# Сплюшка сіауська
Сплюшка сіауська (Otus siaoensis) — вид совоподібних птахів родини совових (Strigidae). Ендемік Індонезії. Раніше вважався підвидом сулавеської сплюшки, однак був визнаний окремим видом.

## Опис
Довжина птаха становить 17 см. Загалом, сіауські сплюшки є схожими на сангезьких сплюшок, однак мають помітно менші розмірі, відносно довші пір'яні "вуха" і більш смугасту нижню частину тіла. "Комір" на шиї у них відсутній, крила і хвіст менш смугасті. Голос — подвійний крик «уук-грра», який триває 0,7 секунди.

## Поширення і екологія
Сіауські сплюшки є ендеміками острова Сіау, розташованого на північ від Сулавесі. Вони живуть у вологих тропічних лісах, на висоті до 1500 м над рівнем моря.

## Збереження
МСОП класифікує цей вид як такий, що перебуває на межі зникнення. Сіауські сплюшки відомі лише за голотипом, зібраним у 1866 році. За результатами досліджень, проведених на початку 20 століття, цей вид не був знайдений на Сіау. Можливо, голос невідомого виду сови, зафіксований під час досліджень, належить саме сіауаській сплюшці. Враховуючи невеликі розміри острова, потенційно існуюча популяція сіуаських сплюшок становить менше 50 птахів. Їм загрожує знищення природного середовища.